# 酒井洋輔
酒井 洋輔（さかい ようすけ、1980年12月23日 - ）は石川県出身、京都市在住のグラフィックデザイナー、アートディレクター。
京都造形芸術大学空間演出デザイン学科専任講師。CHIMASKI所属。専門分野はグラフィックデザイン、ブックデザイン、ジュエリーデザイン。

## 人物
美術館やアートセンターなどの文化施設を中心に活動している。
京都造形芸術大学空間演出デザイン学科卒業。大学卒業後、書籍、広告、プロダクトを扱ういろは出版に入社、デザイン部、雑貨ブランド「AIUEO」を立ち上げ同社取り締まり役を務めた。
主な仕事に、京都造形芸術大学入学パンプレットのアートディレクション、Mr.Childrenのアートワーク、日本写真印刷のカタログなどがある。
2012年にAIUEOから独立したジュエリーブランド㈱CHIMASKI設立。Jewelry with bookをテーマに商品を展開している。

## 関連人物
- 椿昇
- きむ
- 森本千絵

## 出演

### 映画
- のさりの島（2021年5月29日公開、山本起也監督） - 大北 役（タイトルも担当）[1]